# Medahan
Medahan est une commune indonésienne de la province de Bali.